# Hammond (Minnesota)
Pour les articles homonymes, voir Hammond.
Hammond est une ville américaine située dans le comté de Wabasha, dans le Minnesota. Selon le recensement de 2010, sa population est de 132 habitants.